# موجة قصيرة

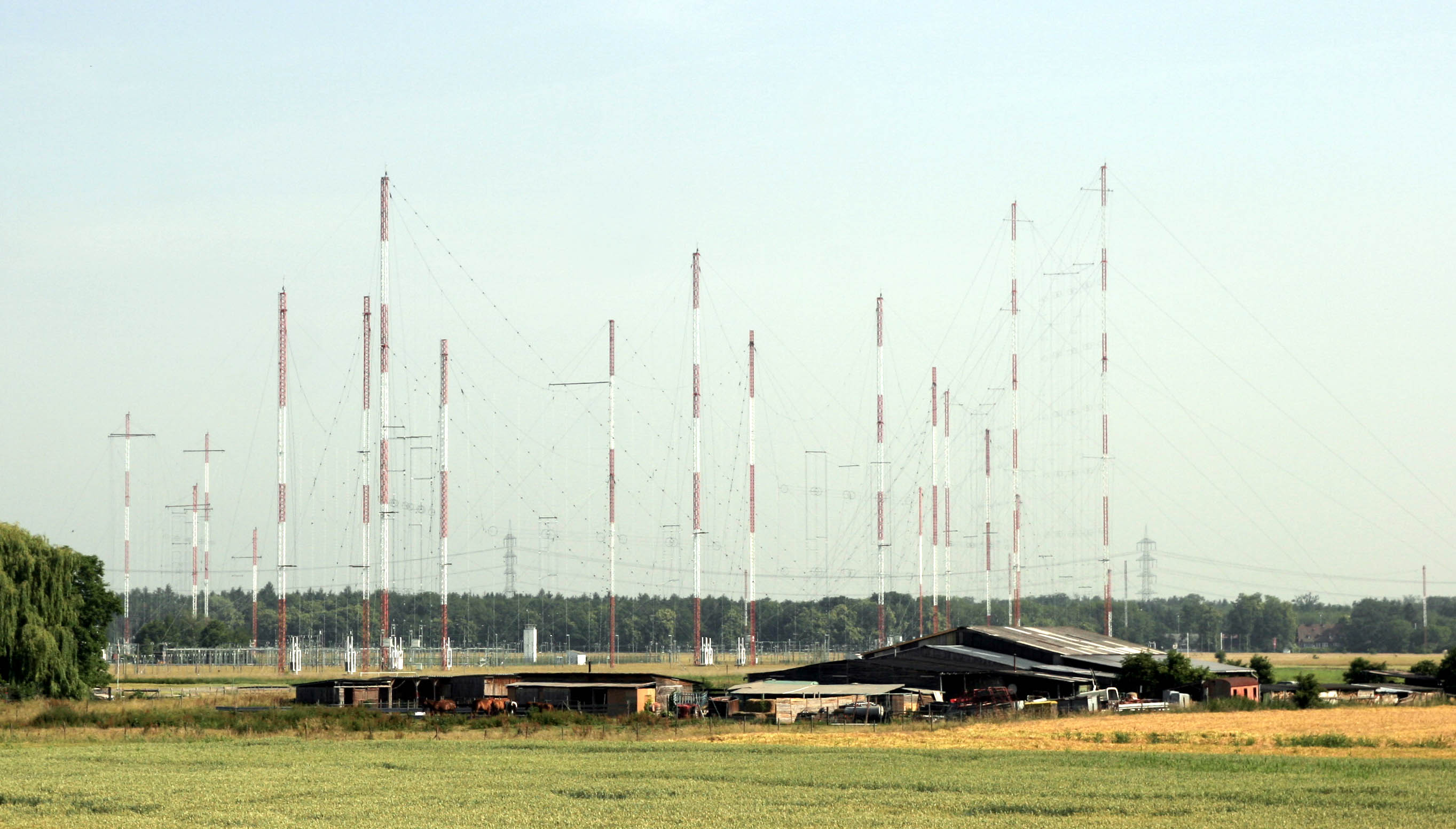
أعمدة الإرسال

الموجة القصيرة (SW) هي موجة الراديو التي يكون طول ذبذبتها أقصر من تلك الموجات المستخدمة في البث الإذاعي متوسط الموجة. وطول الذبذبة للموجة هو المسافة بين نمطين متتابعين مكرَّرين للموجة. وتوجد علاقة بين الطول الموجي والتردد. فكلما زاد التردد قصر طول الموجة. وللموجات القصـيرة درجات تردد أعلى من 1,6 ميجاهرتز، وهي الحد الأقصى لنطاق إذاعة الموجة المتوسطة.
تحمل الموجات القصيرة موجات الراديو ذات تضمين التردد، وإشارات التلفاز، والمحادثات الهاتفية عبر المحيطات، والرسائل المكتوبة بواسطة الأجهزة الإلكترونية، والمعلومات الخاصة بالملاحة وملاحي الطائرات. ويستخدم ملاحي الطائرات وهواة تشغيل أجهزة الراديو وكذلك السفن الموجات القصيرة لإرسال واستقبال الرسائل.
يستخدم راديو الموجات القصيرة والبث الإذاعي ترددات الموجات القصيرة، عموما التي هي من 1.6 حتي 30 ميغاهيرتز (187.4-10.0 م)، وذلك فوق الموجة المتوسطة AM. موجات الراديو في هذا النطاق يمكن أن تنعكس أو تنكسر من طبقة من ذرات مشحونة كهربائيا في الغلاف الجوي تدعى الغلاف الأيوني (أيونوسفير ionosphere). لذلك الموجات القصيرة الموجهة إلى زاوية في السماء يمكن أن تنعكس مرة أخرى إلى الأرض على مسافات كبيرة وراء الأفق وهذا ما يُسمى انتشار «موجة السماء» (skywave) أو «التخطي» (skip).
ومن ثم، يُمكن استخدام الموجات القصيرة للاتصالات على مسافات طويلة جدا، على عكس موجات الراديو ذات التردد العلى التي تنتقل في خطوط مستقيمة (انتشار خط البصر line-of-sight propagation) فتكون محدودة بالأفق المرئي، أي على بُعد حوالي 40 ميلا.
يستخدم راديو الموجات القصيرة لإذاعة الأخبار والموسيقى إلى مستمعي الموجات القصيرة على مساحات واسعة جدا، قد تكون قارات بأكملها في بعض الأحيان أو ما ورائها. كما أنها تستخدم في المجال العسكري على مدى الأفق في الرادارات والاتصالات الدبلوماسية، والاتصالات الدولية بين هواة الراديو لأغراض التواصل والتعليم والطوارئ.

## أنواع الموجة القصيرة
تنقسم ترددات الموجة القصيرة إلى العديد من النطاقات، حيث يشمل نطاق الموجة متوسطة التردد موجات قصيرة بترددات تصل إلى 3 ميجاهرتز (تعادل طول موجة 100 متر). وتتراوح ترددات الموجات عالية التردد بين 3 و30 ميجاهرتز (تعادل طول الموجة 10 متر)، بينما تتراوح ترددات الموجات فائقة التردد بين 300 (طول الموجة 1 متر) و3,000 ميجاهرتز (تعادل ظول موجة 10 سنتيمتر).
1 ميجا هرتز = 300 متر: 1 مليون هرتز = 300 متر
حيث العلاقة بين التردد وطول الموجة هي:
طول الموجة. التردد = سرعة الضوء في الفراغ.
وتبلغ سرعة الضوء = 300.000 كيلومتر/ثانية.
1 ميجا هرتز = 300 متر

## ترددات المحطات الاذاعية[4]
- القسم العربي:

| اسم المحطة           | الترددات khz                                                | الوقت UTC                                                |
| -------------------- | ----------------------------------------------------------- | -------------------------------------------------------- |
| اذاعة الصين الدولية  | 11720 - 13795 - 9555 6100 - 6185 - 7215 5985 - 11775 - 9590 | من 16:00 إلى 18:00 من 20:00 إلى 22:00 من 05:00 إلى 07:00 |
| راديو اليابان الدولي | 11975                                                       | من 06:00 إلى 06:30                                       |
| اذاعة كي بي إس وورلد | 13585                                                       | من 20:00 إلى 21:00                                       |
| اذاعة صوت كوريا      | 9890 - 11645                                                | من 15:00 إلى 16:00 من 17:00 إلى 18:00                    |
| اذاعة عموم الهند     | 11560 - 15210 9620 - 11710 - 13640                          | من 04:30 إلى 05:30 من 17:30 إلى 19:45                    |
| إذاعة صوت رومانيا    | 9740 - 11970 - 9770 - 11790 13750 - 15130 11830 - 13660     | من 06:30 إلى 07:00 من 12:00 إلى 12:30 من 15:30 إلى 16:00 |
| راديو بنغلاديش       | 7250                                                        | من 16:00 إلى 16:30                                       |
| راديو هافانا كوبا    | 15140 11860                                                 | من 18:00 إلى 18:30 من 20:30 إلى 21:00                    |
| اذاعة صوت تركيا      | 11750 9540 - 17770                                          | من 09:00 إلى 10:00 من 14:00 إلى 15:00                    |

## اقرأ أيضًا
- موجة كهرومغناطيسية
- تذبذب
- العدد الموجي
- طيف
- موجة راديوية
- موجة طويلة